# 利希滕施泰因 (巴登-符騰堡州)
利希滕施泰因（德語：Lichtenstein）是德国巴登-符腾堡州的一个市镇。总面积34.24平方公里，总人口8990人，其中男性4425人，女性4565人（2011年12月31日），人口密度263人/平方公里。

## 友好城市
- 法國 沃雷普